# Grand Alliance (HDTV)
El foro Grand Alliance (o Gran Alianza) es un consorcio estadounidense de actores implicados en la industria de la televisión creada en 1993 pero su principio se remonta a 1987, época donde Europa adopta el D2-Mac y la Alta Definición analógica (HD Mac). Su objetivo principal consistió en definir las normas comunes de la Televisión digital y de la televisión de alta definición para los Estados Unidos, Canadá y los países asociados del bloque norteamericano. Durante su lanzamiento, contó 7 actores importantes del sector, AT&T Corporation, David Sarnoff Research Center, General Instrument Corporation, Massachusetts Institute of Technology, Philips Consumer Electronics, Thomson Consumer Electronics y Zenith Electronics Corporation. 
El sistema DTV de la Grand Alliance será la base para el estándar ATSC. Una agrupación similar se fundará en Europa en torno al foro DVB.

## Cronología de la Grand Alliance
El consorcio Grand Alliance es la evolución de varios comités anteriores. Reúne a investigadores y expertos de los sectores implicados en televisión, vídeo y transmisiones.
- 1987 - Se funda el "Advisory Committee on Advanced Television Service", con Richard E. Wiley como presidente
- 1990 - El FCC defiende el principio Simulcast
- 1990 - Se anuncian cuatro sistemas de HDTV en competencia entre sí
- 1992 - Se prueban los 4 sistemas en el Advanced Television Test Center (ATTC)
- 1992 - Todos los competidores anuncian planificación de mejoras
- 1993 - La junta Especial (Special Panel) de  ACATS recomienda volver a hacer pruebas
- 1993 - Se introducen los formularios de la Grand Alliance, empieza la fase "colaborativa"
- 1994 - El Grand Alliance System se somete a la verificación de ATTC
- 1995 - Se publica el Estándar Un/53 ATSC, incorporando el " Grand Alliance System"
- 1996 - El FCC adopta la norma Un/53 ATSC como estándar para la transmisión de televisión digital, pero se excluyen los requisitos respecto a formatos de escaneo, relación de aspecto, y líneas de resolución vertical
- 1997 - la Academy of Television Arts & Sciences presenta a los Primetime Engineering Emmy Award a las empresas de Grand Alliance para el desarrollo y estandarización de la transmisión y tecnología para la televisión digital.